# Epitafi

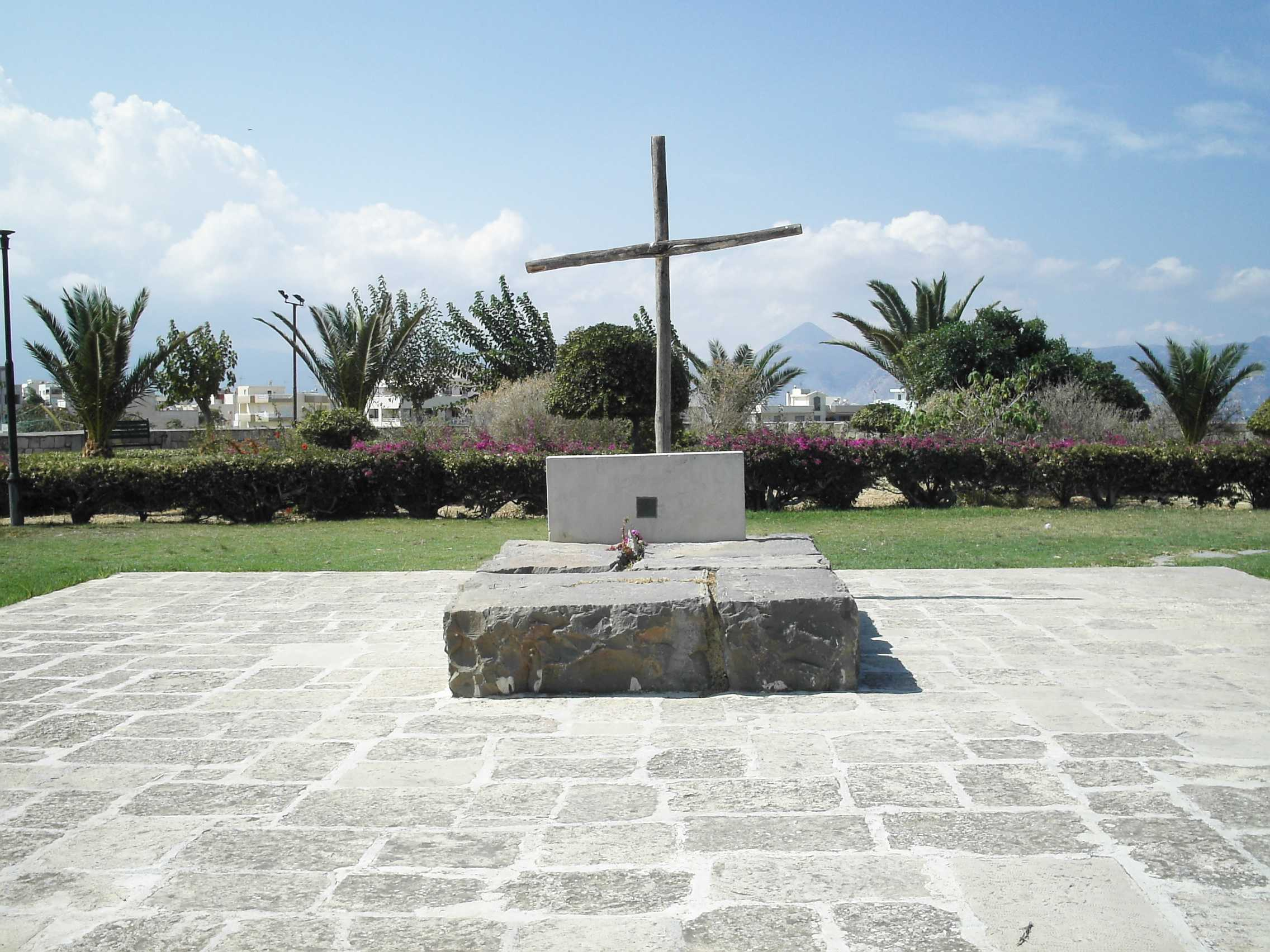
Tomba de Nikos Kazantzakis amb l'epitafi
Δεν ελπίζω τίποτα. Δεν φοβούμαι τίποτα. Είμαι ελεύθερος

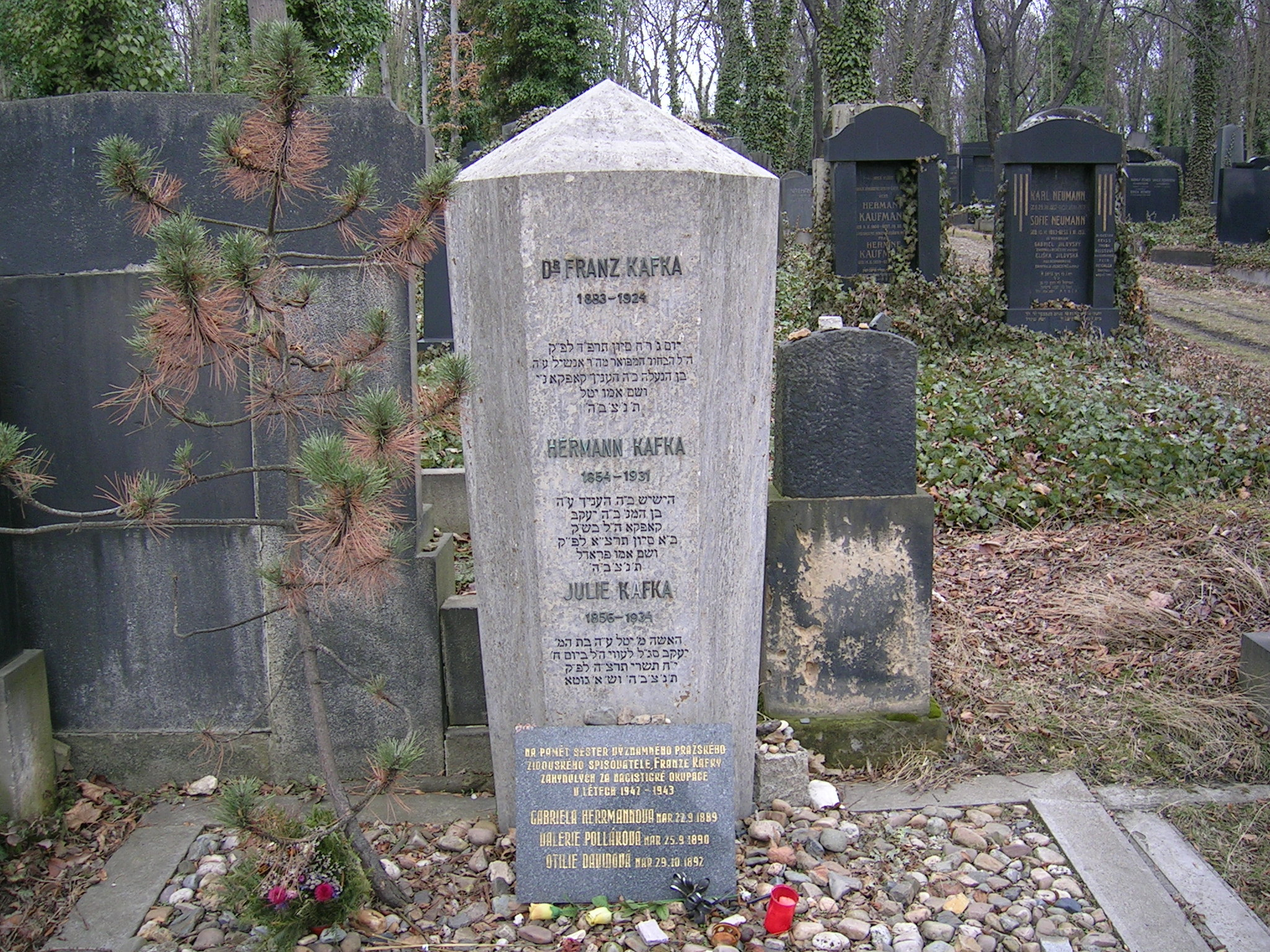
Epitafis al sepulcre de la família de Franz Kafka

Un epitafi és una inscripció sepulcral a monuments funeraris per recordar o homenatjar les persones que hi són sepultades. La paraula prové del grec ἐπιτάφιος [epitafios], «sobre la tomba».
Des de l'època romana, molts epitafis consistien en cites elaborades en primera persona, a manera de «fer parlar» el difunt des del més enllà. La creativitat al voltant de l'elaboració de difunts ha generat epitafis molt variats, sovint amb molta autoironia. L'epitafi de Seikilos és conegut, per ésser el text amb notació musical més antiga d'arreu del món. Als temps moderns, els epitafis solen ser més sobris i senzills o amb frases fetes com R.I.P. i «descansi en pau» o «Aquí jou…», tot i que es veuen texts menys tradicionals.
Epitafis en català eren corrents abans 1836. El 1838, la Junta dels Cementiris de Barcelona va treure una campanya per «embellir» els epitafis i va proscriure el català. El que va enfuriar l'escriptor Joan Cortada i Sala (1805-1868) : «lo dia 26 del corrent rebí un ofici de la Junta del cementiri en que en substancia me dihuen que la nostra llengua no és d'ús públic, que no está autoritzada per la lley y que los epitafis catalans no son de facil intelligencia als forasters»
L'epitafi existeix també com un gènere literari en poesies satíriques o de vegades obituaris irònics, com per exemple en la literatura en català el poema L'epitafi a Josep Verneda de Josep Robrenyo o el poema Epitafis d'Albert Mestres: «VI. Volia un sostre segur: aquí no pago terminis. (extret)»

## Epitafis cèlebres
| «             | Passant, ne pleure pas ma mort Si je vivais tu serais mort. | Vianant, no ploris la meva mort Si jo visqués tu estaries mort | » |
| — Robespierre |                                                             |                                                                |   |

| «              | Excuse me, I can't stand up. | Disculpeu que no m'aixequi. | » |
| — Groucho Marx |                              |                             |   |

| «                | Gott wird mir verzeihen, das ist sein Beruf. | Déu em perdonarà, és el seu ofici. | » |
| — Heinrich Heine |                                              |                                    |   |